# Австрийско-туркменские отношения
Австрийско-туркменские отношения — двусторонние отношения между Австрией и Туркменистаном. У Туркменистан есть посольство в Вене, где нынешним послом Туркменистана в Австрии является Нурбердиев Силапберди Ашыргельдиевич. У Австрии есть посольство с резиденцией в Астане (Казахстан), где нынешним послом Австрии в Казахстане, Туркменистане, Таджикистане и Киргизии является г-н Вольфганг Баньяи.

## История

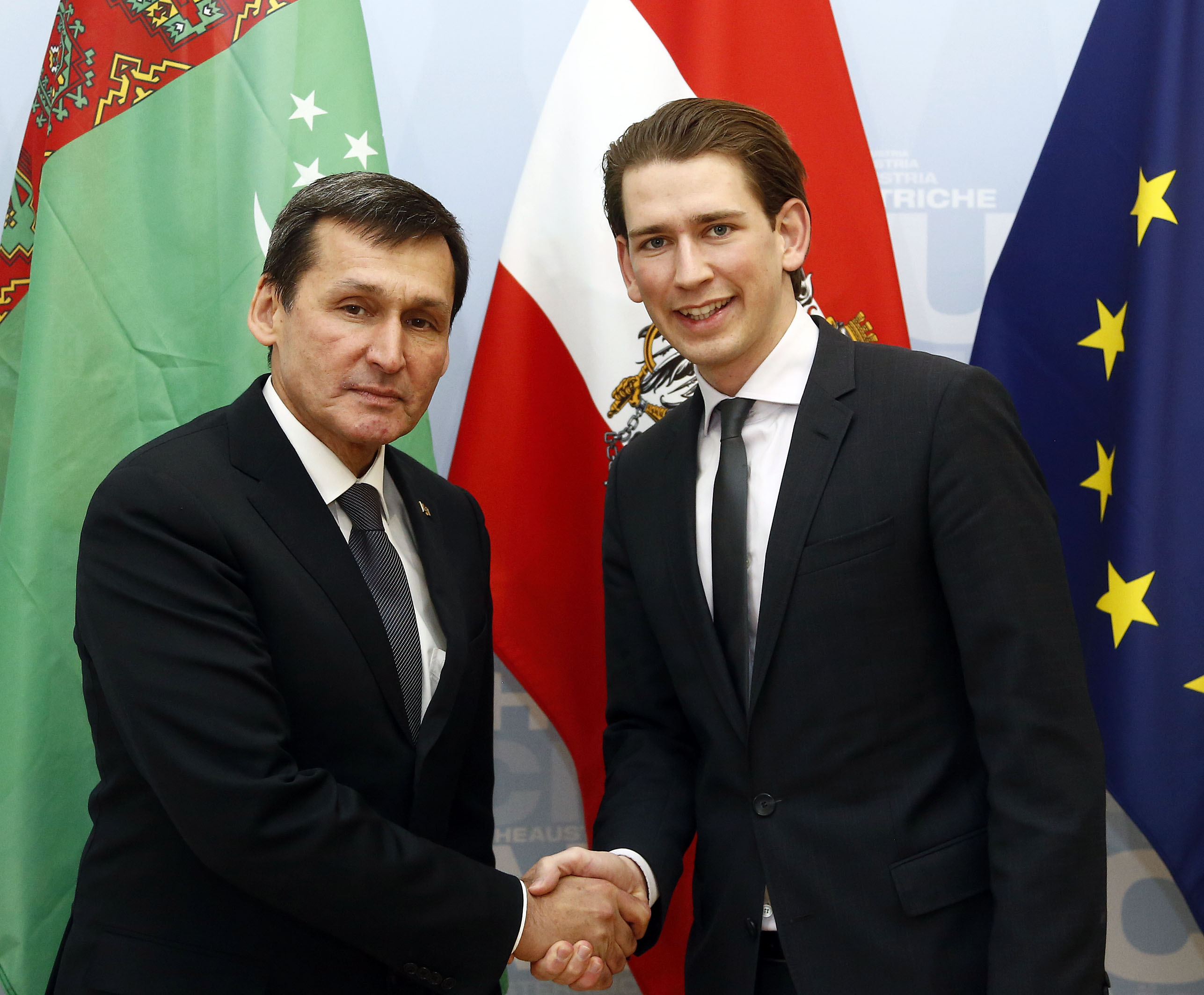
Встреча министров иностранных дел Туркменистан и Австрии.

Дипломатические отношения между двумя странами были установлены 16 октября 1992 года в ходе подписания совместного коммюнике.
Резолюция ООН о нейтралитете Туркменистан была разработана при содействии Австрии.
В ноябре 2008 года Президент Гурбангулы Бердымухамедов посетил столицу Австрии Вену.
16 октября 2011 года Федеральный президент Австрии Хайнц Фишер посетил Туркменистан.

## Экономические отношения
Торговля между Австрией и Туркменистаном минимальна и статистически незначима. Существует сотрудничество в области здравоохранения.